# Cadena ligera de inmunoglobulina

Diagrama esquemático de un anticuerpo típico mostrando dos cadenas Ig pesadas (azul) unidas por enlaces disulfuro a dos cadenas Ig ligeras (verde). Se muestran los dominios constante (C) y variable (V).

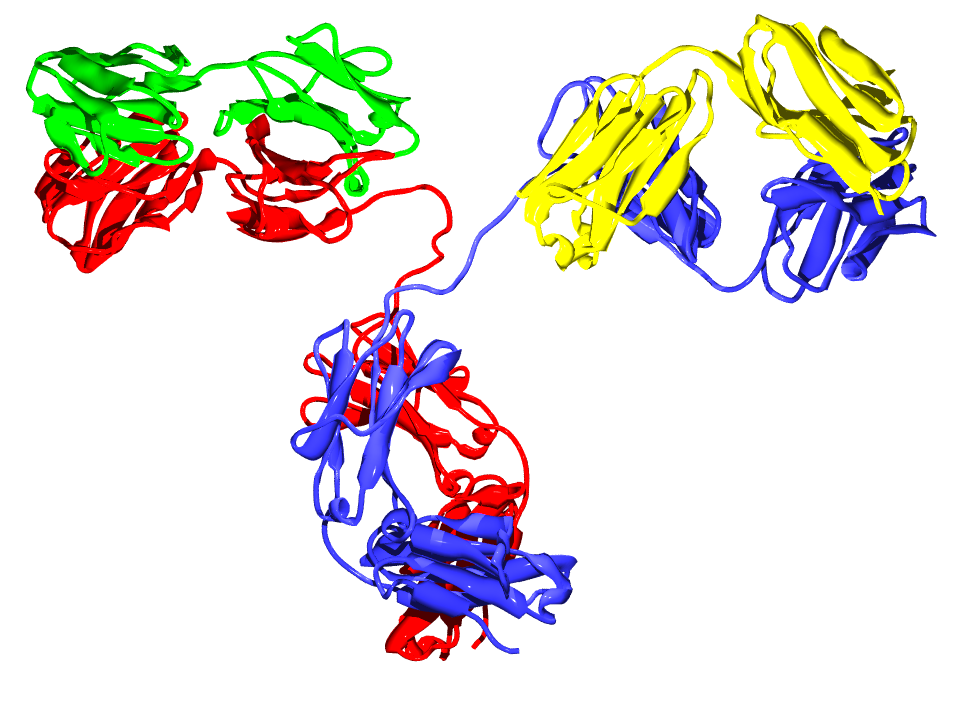
Molécula de anticuerpo: Las dos cadenas pesadas están en rojo y azul y las dos ligeras en verde y amarillo.

Una cadena ligera es una pequeña subunidad polipeptídica de un anticuerpo (o inmunoglobulina). Un típico anticuerpo se compone de dos cadenas pesadas Ig y dos cadenas ligeras. 

## En humanos
Existen dos tipos de cadena ligera en mamíferos: 
- Cadena lambda (λ) (1, 2, 3, y 4)
- Cadena kappa (κ) (un solo tipo)

## En otros animales
Se pueden encontrar otros tipos de cadena ligera en vertebrados inferiores, como la cadena ligera Ig-ι de condrictios y teleósteos.
Los camélidos son únicos entre los mamíferos porque tienen anticuerpos completamente funcionales con dos cadenas pesadas, pero carecen de las cadenas ligeras que normalmente están apareadas con las otras dos. El papel funcional de este repertorio indepentdiente aún se desconoce. 

## Estructura
Solo existe un tipo de cadena ligera presente en un anticuerpo típico, por lo que las dos cadenas ligeras de un anticuerpo son idénticas. 
Cada cadena ligera se compone de dos dominios inmunoglobulina en tándem: 
- Un dominio (IgC) constante.
- Una región variable (IgV) que es importante para la unión del antígeno.

La longitud aproximada de la proteína de la cadena ligera está entre los 211 y los 217 aminoácidos.